# Campionat del món d'escacs femení de 1933
El 4t campionat del món d'escacs femení es va disputar durant la 5a Olimpíada d'escacs a Folkestone. El torneig es disputà a sistema round robin, a doble volta. Vera Menchik va aconseguir defensar el seu títol.
Els resultats finals foren els següents:
| # | Jugadora                         | 1   | 2   | 3   | 4   | 5   | 6   | 7   | 8   | Total |
| - | -------------------------------- | --- | --- | --- | --- | --- | --- | --- | --- | ----- |
| 1 | Vera Menchik (Txecoslovàquia)    | -   | 1 1 | 1 1 | 1 1 | 1 1 | 1 1 | 1 1 | 1 1 | 14    |
| 2 | Edith Charlotte Price Anglaterra | 0 0 | -   | 1 ½ | 0 ½ | 1 1 | 0 1 | 1 1 | 1 1 | 9     |
| 3 | Mary Gilchrist Escòcia           | 0 0 | 0 ½ | -   | 1 1 | 1 ½ | ½ ½ | 1 ½ | 1 1 | 8½    |
| 4 | Edith Michell Anglaterra         | 0 0 | 1 ½ | 0 0 | -   | ½ 1 | 1 1 | 0 1 | 1 1 | 8     |
| 5 | Alice Tonini (Itàlia)            | 0 0 | 0 0 | 0 ½ | ½ 0 | -   | 1 1 | 0 1 | 1 1 | 6     |
| 6 | Paulette Schwartzmann (França)   | 0 0 | 1 0 | ½ ½ | 0 0 | 0 0 | -   | 1 ½ | 1 1 | 5½    |
| 7 | Jeanne D'Autremont (França)      | 0 0 | 0 0 | 0 ½ | 1 0 | 1 0 | 0 ½ | -   | 1 1 | 5     |
| 8 | Gisela Harum (Àustria)           | 0 0 | 0 0 | 0 0 | 0 0 | 0 0 | 0 0 | 0 0 | -   | 0     |